# Zebrasparv
Zebrasparv (Emberiza tahapisi) är en sparv inom familjen fältsparvar. Den förekommer i stora delar av Afrika och i sydvästra Saudiarabien. Beståndet anses vara livskraftigt.

## Kännetecken

### Utseende
Zebrasparven är en 13 centimeter lång rostfärgad fältsparv där hanen är karakteristisk med huvudet längsstreckat i svartvitt, varifrån arten fått sitt namn. Ovansidan är svartstreckad, strupen svart och resten av undersidan djupt kanelbrun. Den mycket lika gråstrupig sparv (som tidigare behandlades som underart till zebrasparven) är blekare under, har en rostfärgad vingpanel samt har grå istället för svart strupe. Honan är mattare i färgerna med svagare huvudteckning.

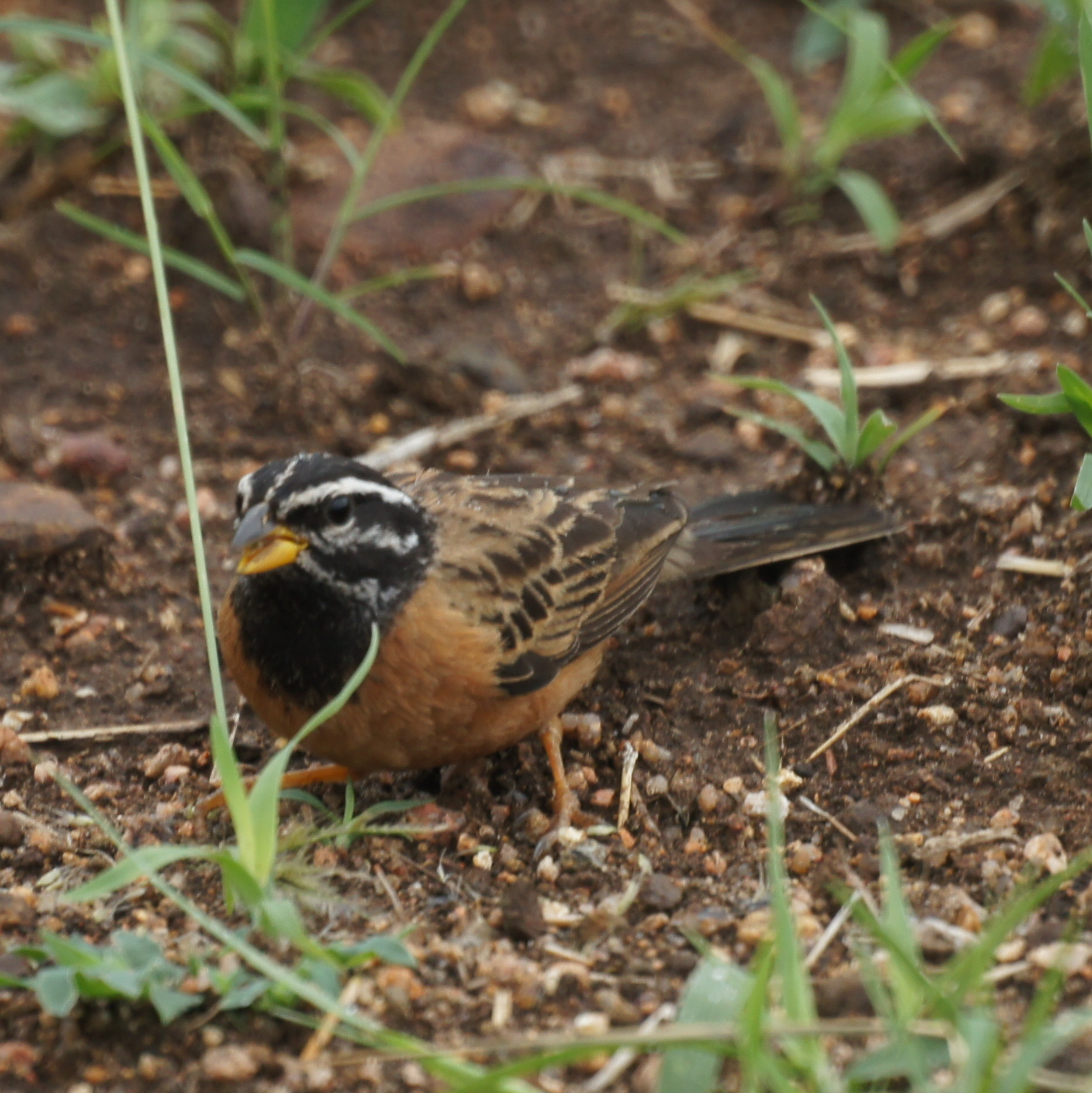
Zebrasparv i Limpopo, Sydafrika.

### Läte
Sången består av en två sekunder lång monoton skrapig upprepad strof med huvudsakligen fallande toner: si siri si stri.

## Utbredning och systematik
Zebrasparv delas in i fyra underarter med följande utbredning:
- Emberiza tahapisi arabica – södra Arabiska halvön (sydvästra Saudiarabien, västra och sydöstligaste Jemen samt sydvästra Oman[6])
- Emberiza tahapisi insularis – Sokotra
- Emberiza tahapisi septemstriata – sydöstra Sudan, nordöstra Sydsudan, Eritrea och nordvästra Etiopien; kan möjligen utgöra en hybridsvärm mellan nominatformen och gråstrupig sparv
- Emberiza tahapisi tahapisi – centrala och sydöstra Etiopien och norra Somalia söderut till Sydafrika; även Gabon, Angola samt centrala och södra Demokratiska republiken Kongo
- Emberiza tahapisi nivenorum – västra Namibia och antagligen även närliggande sydvästra Angola

Underarten insularis inkluderas ofta i nominatformen.
Tidigare betraktades gråstrupig sparv (Emberiza goslingi) som en underart till zebrasparv och vissa gör det fortfarande. Vissa för populationen septemstriata till gråstrupig sparv istället.

### Släktestillhörighet och släktskap
Arten placeras traditionellt i släktet Emberiza, men vissa taxonomiska auktoriteter har nu delat upp Emberiza i flera mindre släkten. Zebrasparv och övriga afrikanska fältsparvar bryts ut till släktet Fringillaria. Genetiska studier visar att den står närmast gråstrupig sparven, på lite längre avstånd sydafrikanska karroosparven.

## Levnadssätt
Dess naturliga levnadsmiljö är torr savann, subtropisk eller tropisk buskskog samt subtropiska eller tropiska, torra, låglänta gräsmarker, från 200 till 2.900 meters höjd. Arten livnär sig huvudsakligen av gräsfrön, men också färska löv, nektar och olika sorters insekter. Arten är stannfågel, men rör sig lokalt nomadiskt, i sydcentrala Afrika norrut under regnperioden och söderut under torrperioden.

## Status och hot
Arten har ett stort utbredningsområde och en stor population med stabil utveckling och tros inte vara utsatt för något substantiellt hot. Utifrån dessa kriterier kategoriserar internationella naturvårdsunionen IUCN arten som livskraftig (LC). Världspopulationen har inte uppskattats men den beskrivs som generellt ganska vanlig.

## Namn
Fågelns vetenskapliga artnamn tahapisi kommer av tswanaspråkets Thagapitse eller Thàxàpitsí som betyder "zebrafågel" och som används för diverse olika striphuvade finkar och vävare. På svenska kallades fågeln tidigare afrikansk klippsparv men tilldelades ett nytt namn av Birdlife Sveriges namnkommitté efter studier som visar att den, trots den ytmässiga likheten, inte alls är nära släkt med klippsparven.